# Irácké muzeum
Irácké muzeum (arabsky المتحف العراقي, anglicky The Iraq Museum) je muzeum v Bagdádu. Obsahuje přední světovou sbírku archeologických nálezů kultur Mezopotámie. Muzeum založila britská badatelka Gertrude Bellová. V roce 1926 bylo otevřeno jako Bagdádské archeologické muzeum. Jedním z jeho prvních ředitelů byl rakouský archeolog Wilhelm König.
Muzeum se v roce 1966 přestěhovalo do větší budovy a bylo přejmenováno na Irácké muzeum (někdy se uvádí Irácké národní muzeum, název však je po vzoru Britského muzea). Po druhé válce v Zálivu zůstalo muzeum uzavřeno až do roku 2000. Během války v Iráku (2003) i po ní bylo muzeum pleněno a bývalý generální ředitel Donny George Youkhanna v roce 2006 uprchl do Spojených států. Nejdůležitější předměty sbírek se však podařilo před rabováním ukrýt, takže škody způsobené válkou nejsou pro kvalitu sbírek zničující.
Dne 23. února 2009 irácký premiér Núrí al-Málikí muzeum na jeden den otevřel. Muzeum pak bylo s mezinárodní podporou obnoveno a rozšířeno, oficiálně znovu otevřeno bylo v únoru 2015.

## Sbírky
Díky archeologickému bohatství Mezopotámie patří sbírky muzea k nejdůležitějším na světě; zahrnují důležité umělecké předměty z více než pět tisíc let dlouhé historie Mezopotámie ve 28 galeriích a trezorech. Sbírky obsahují více než půl milionu kusů. Zlatý poklad z Nimrudu objevený v roce 1989 je prezentován pouze jako výstava fotografií; jeho více než 1400 šperků je uloženo v irácké státní bance.

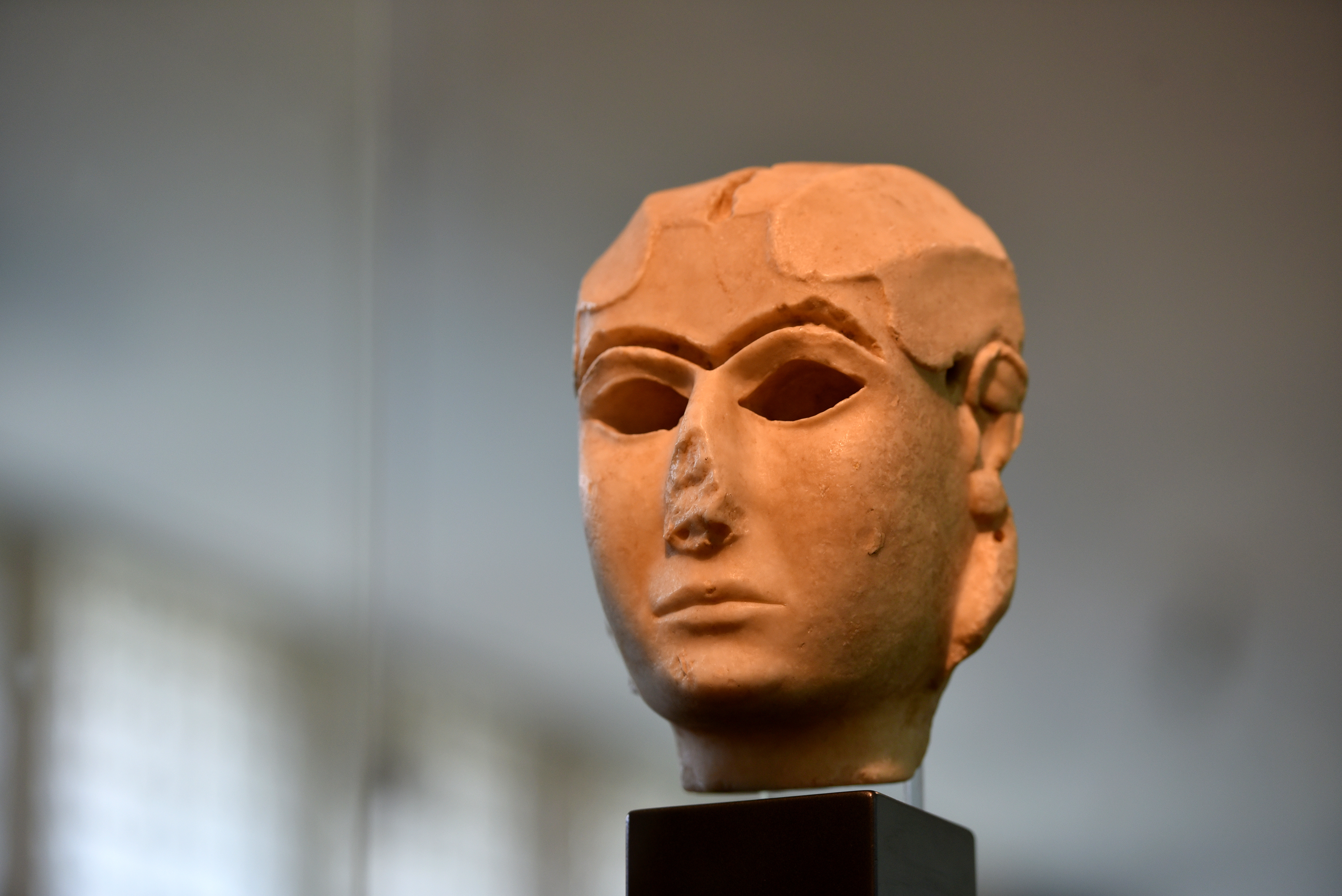
Dáma z Uruku
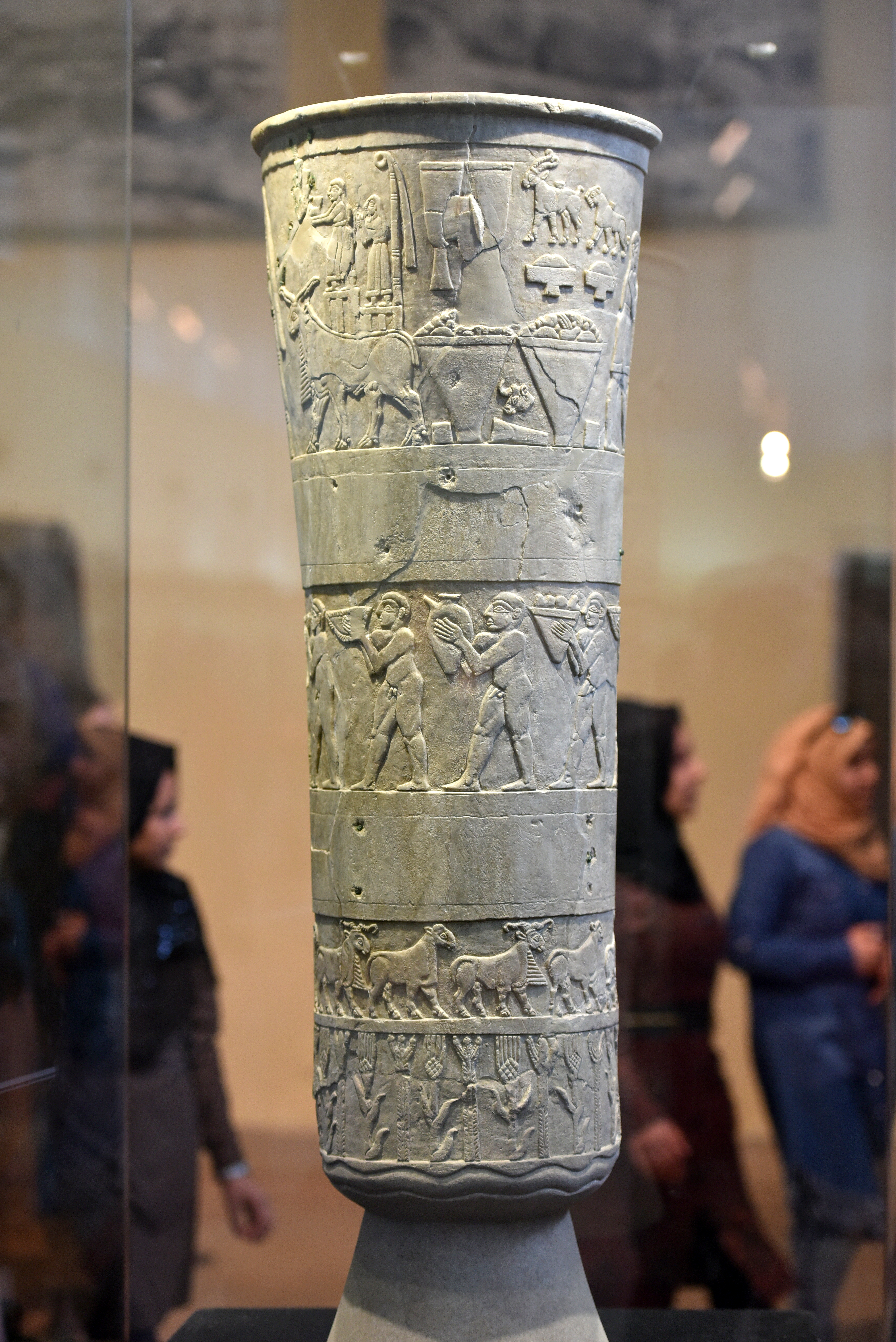
Váza z Warky
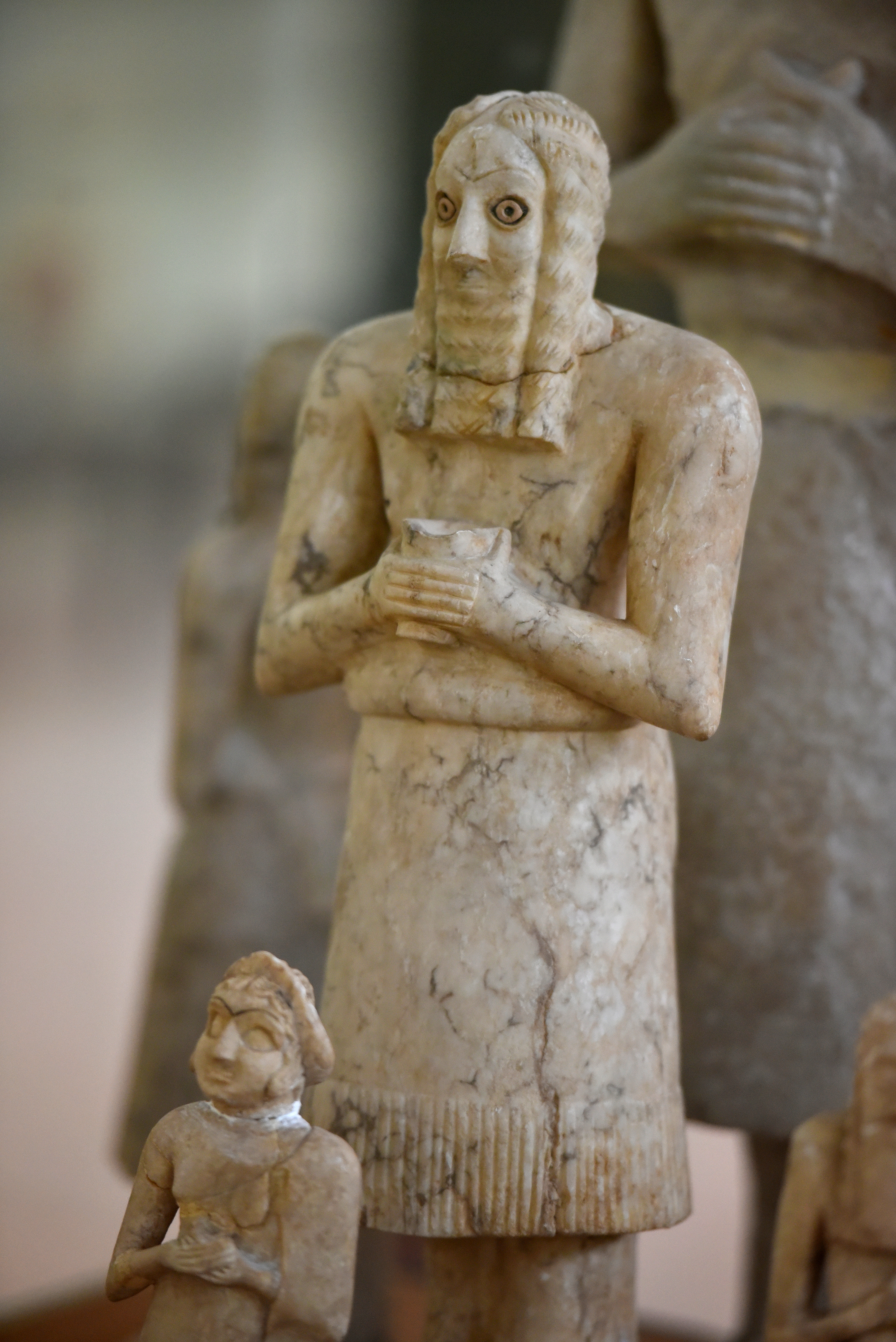
Sumerský modlitebník (Tell Asmar)
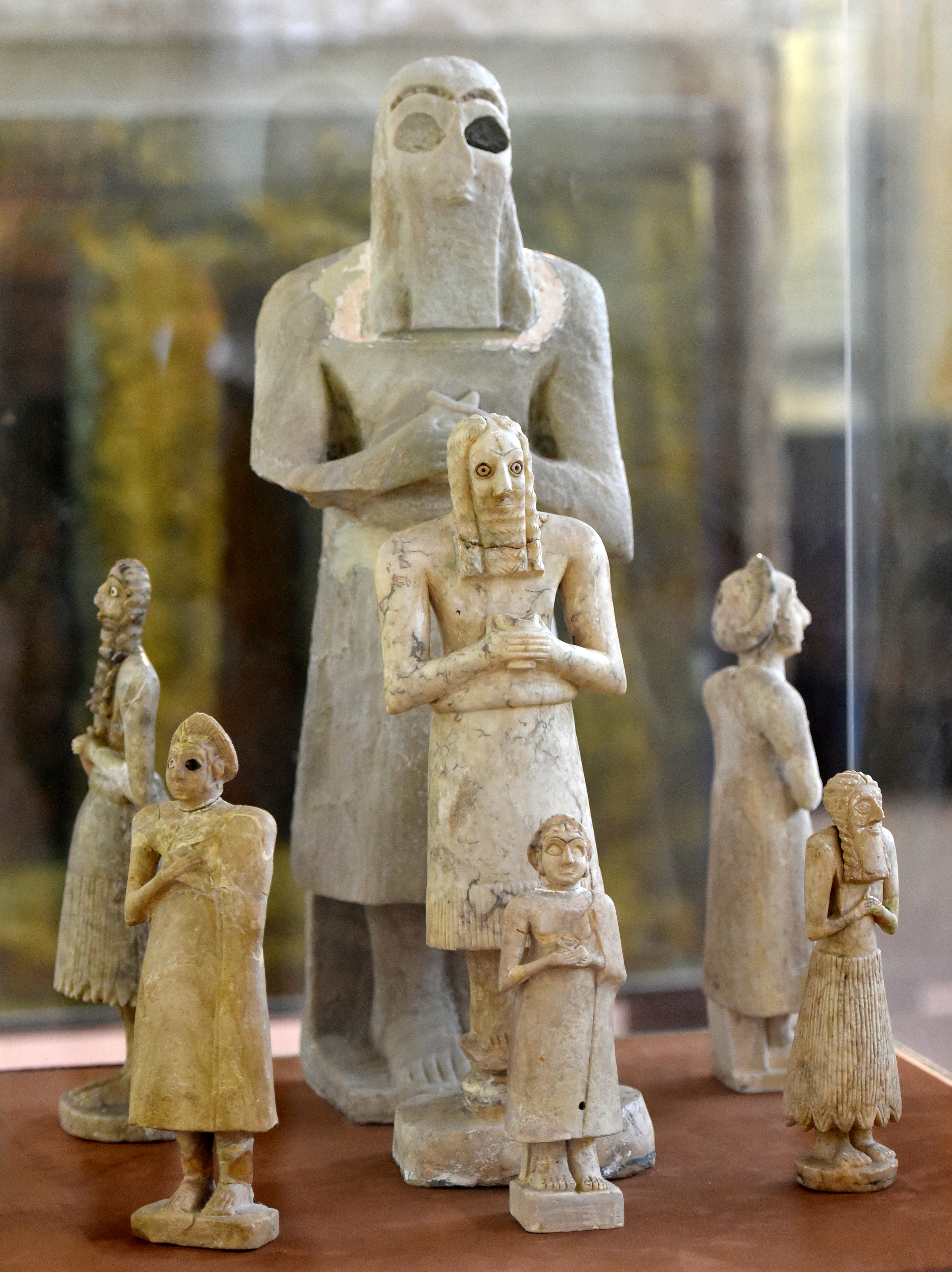
Sumerské sošky
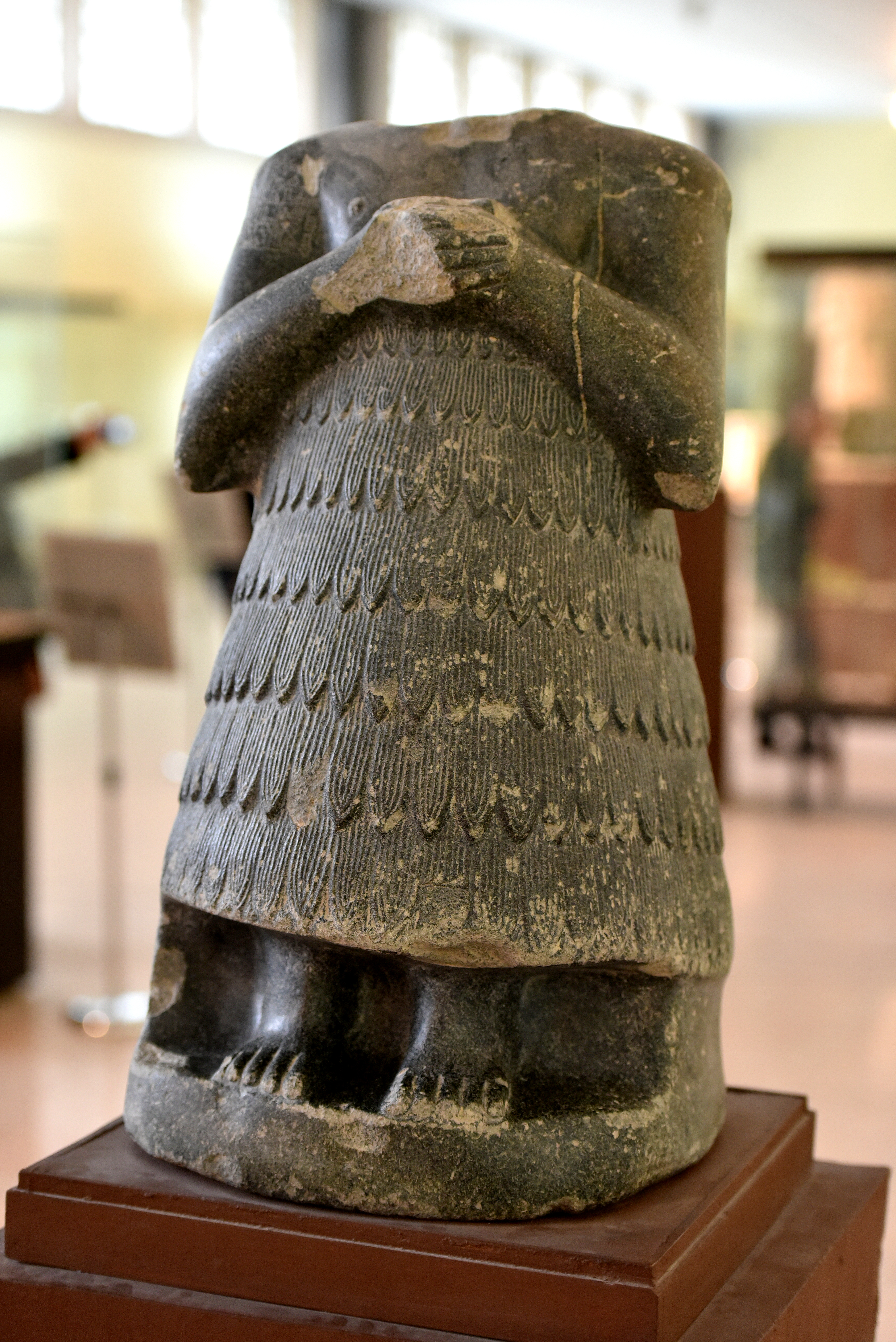
Socha Entemeny
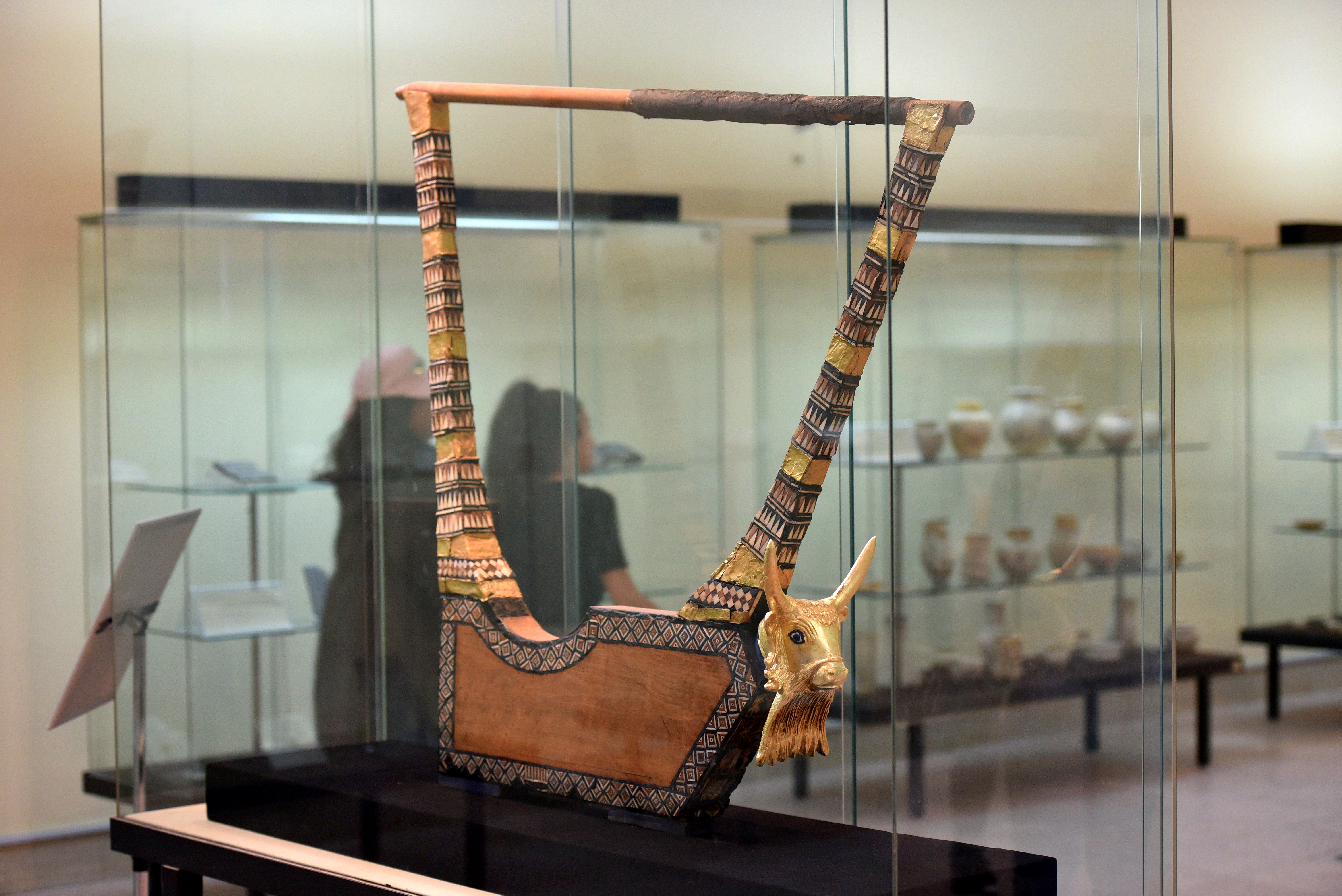
Velká zlatá lyra z Uru
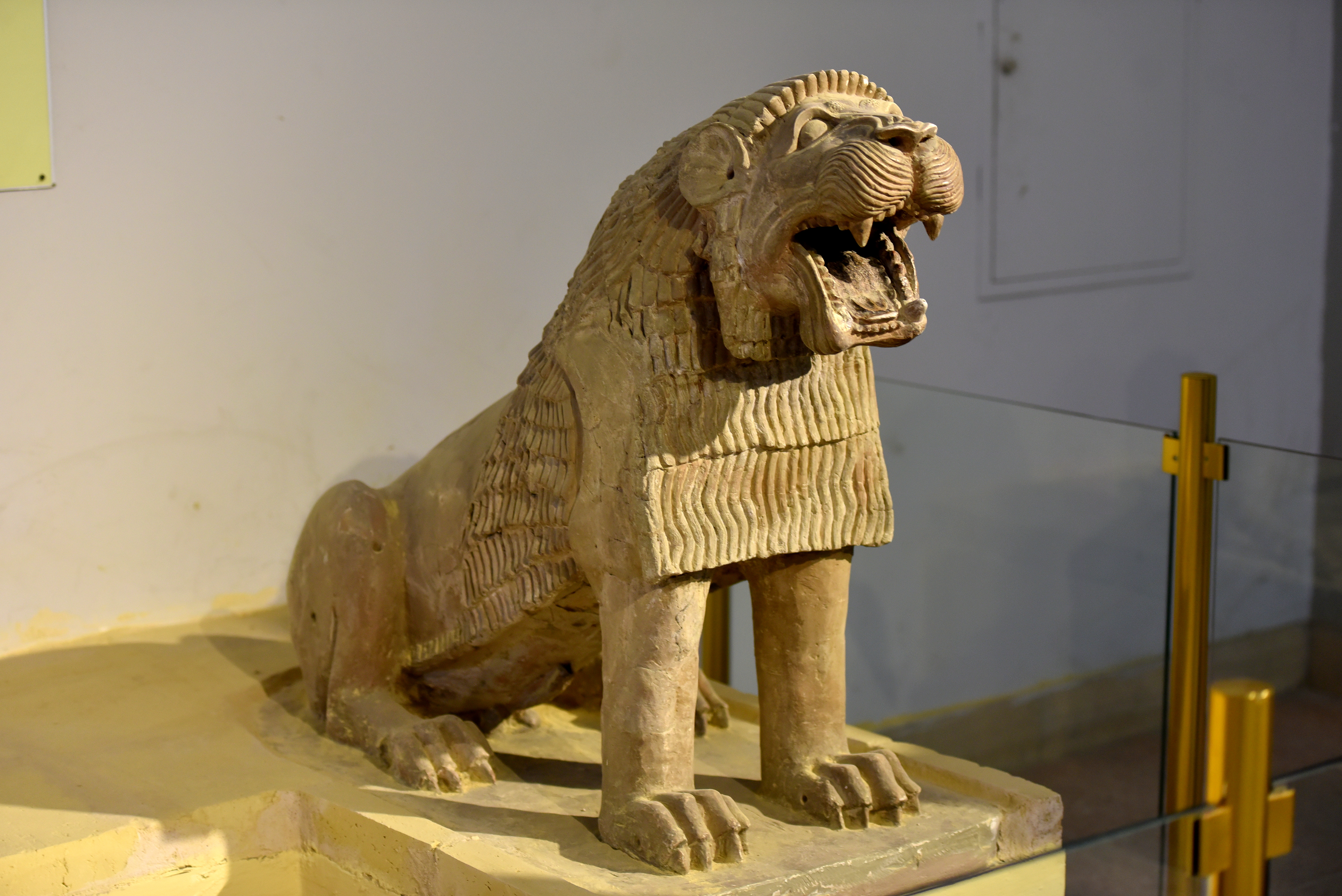
Terakotový lev (Tell Harmal)
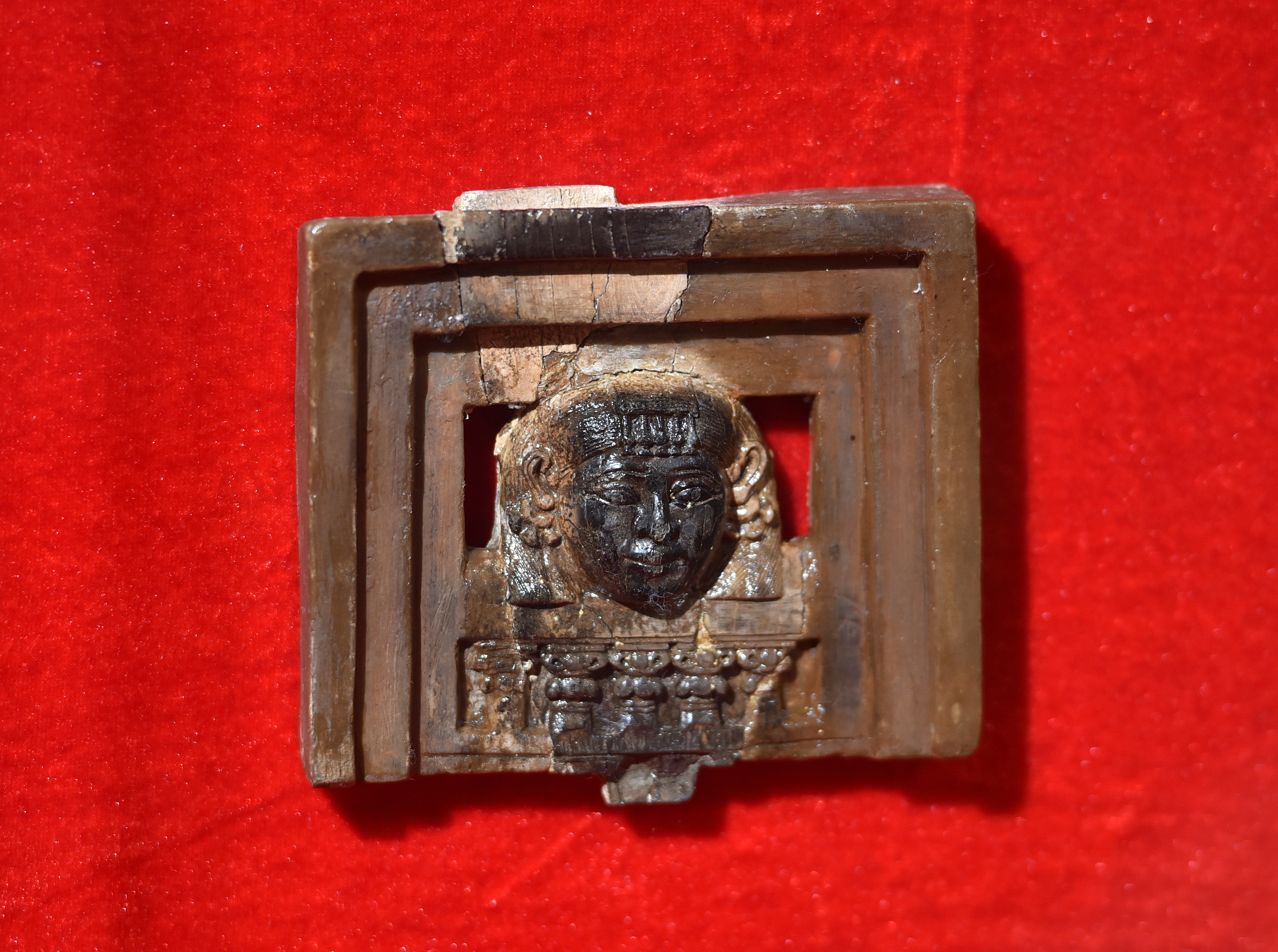
Dáma v okně, slonovina, Nimrúd
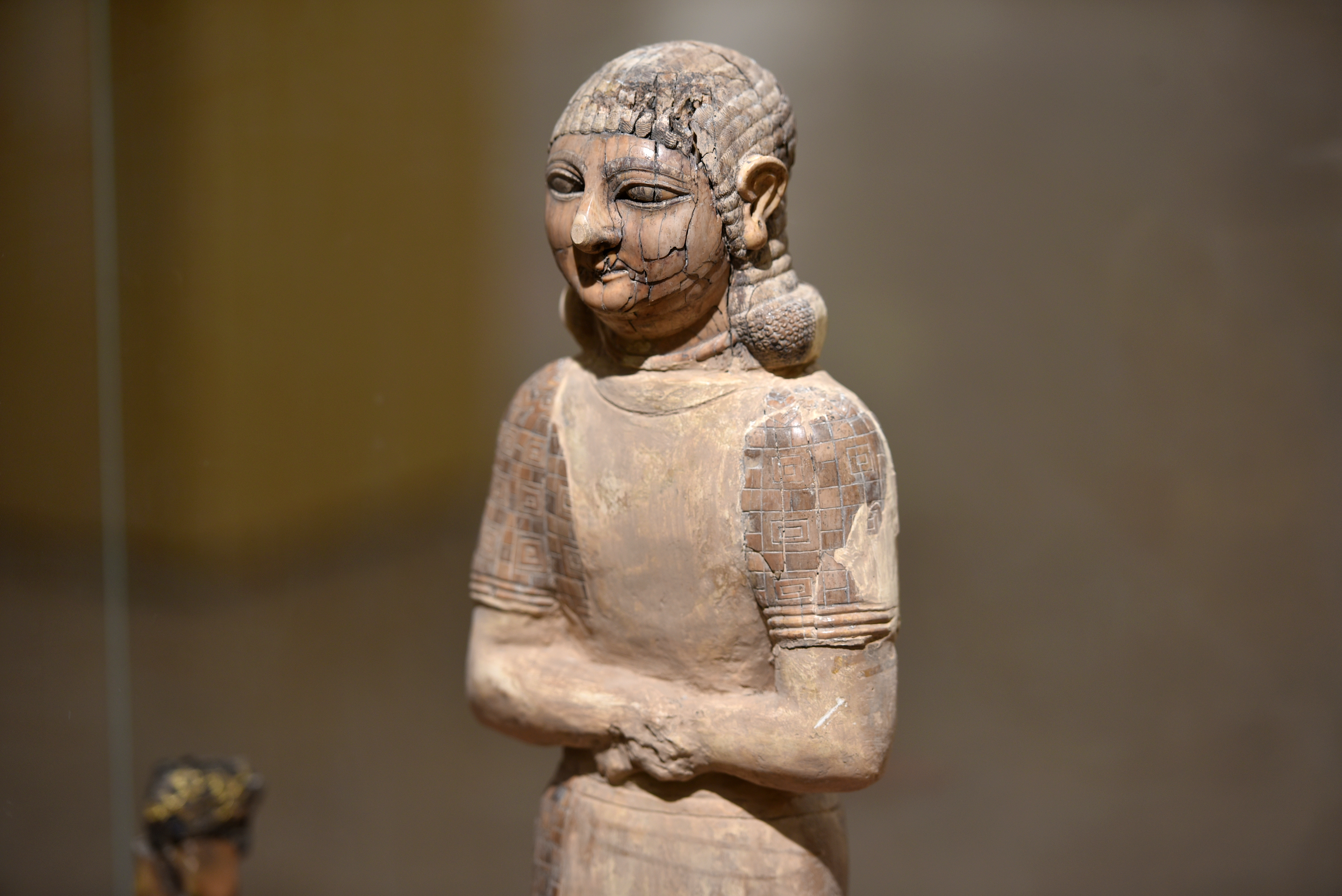
Slonovinová soška, Nimrúd
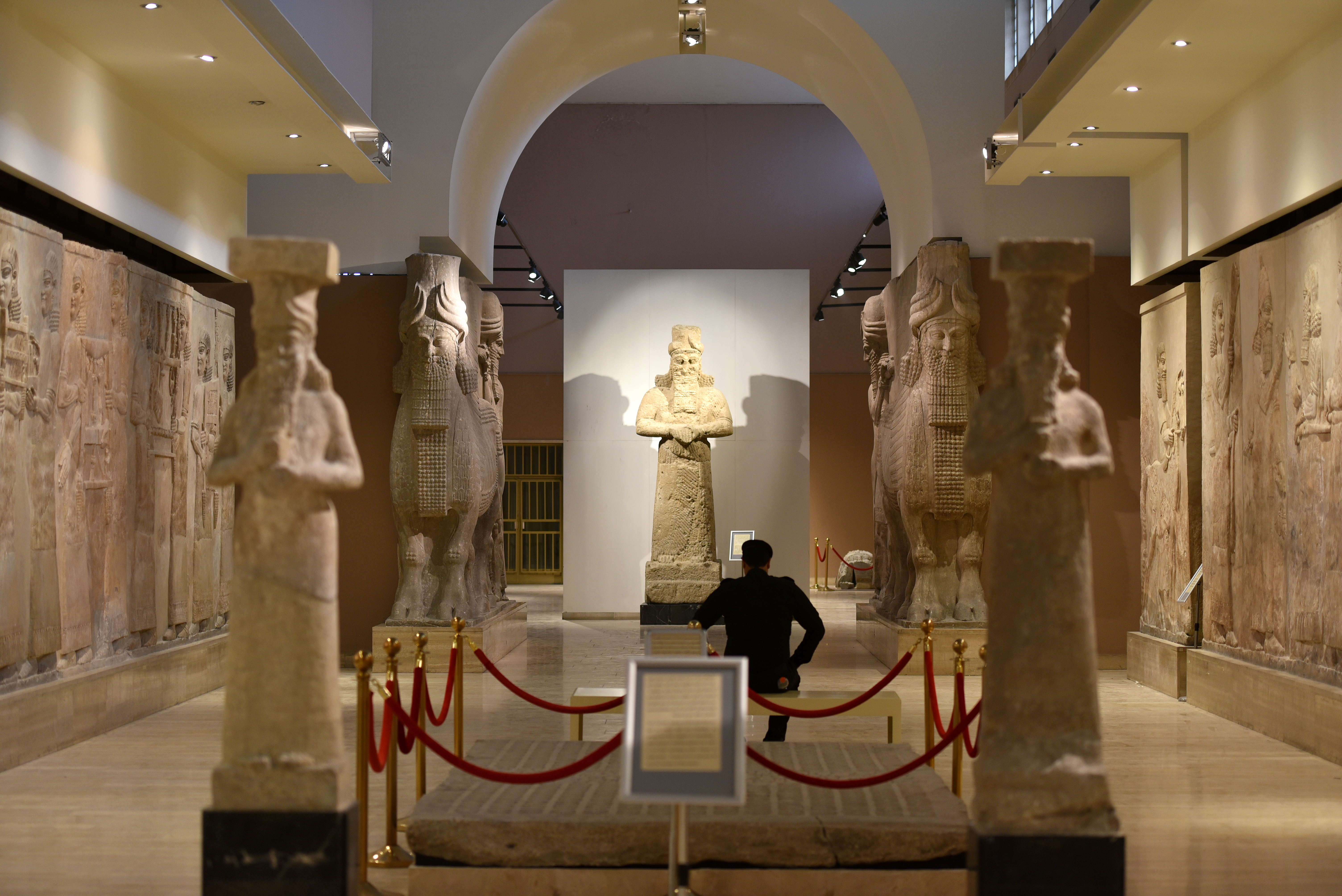
Asyrská galerie v muzeu
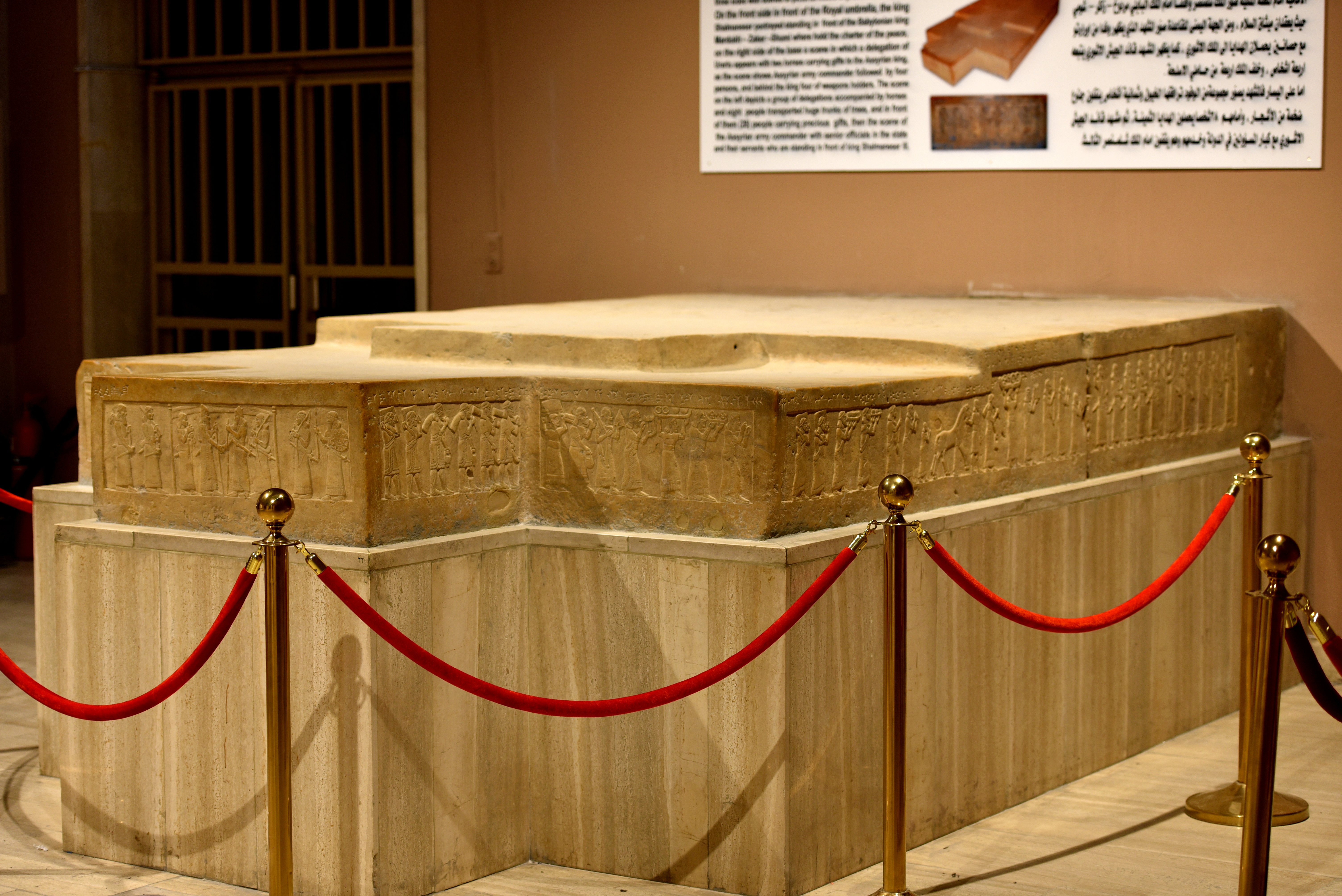
Podstavec trůnu Šalmanesera III.
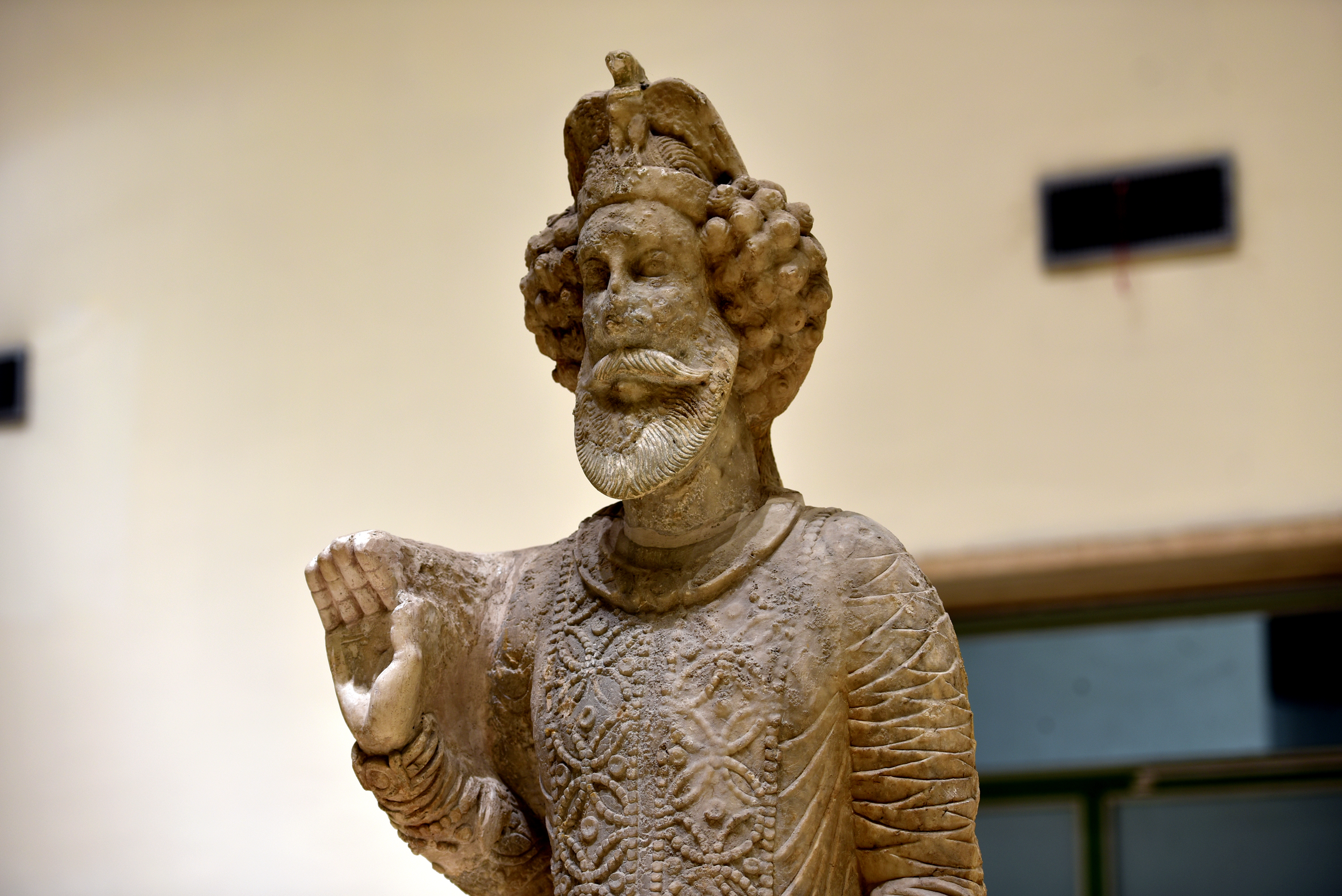
Socha Sanatruka, krále Hatry